# 타라카니티현

타라카니티현

타라카니티현(Tharaka-Nithi County)은 케냐를 구성하는 47개 현 가운데 하나로 현도는 카트와나이며 면적은 2,609.5km2, 인구는 365,330명(2009년 기준)이다. 2013년에 실시된 행정 구역 개편에 따라 동부주에서 분리되어 신설되었다. 북쪽으로는 메루현, 남동쪽으로는 키투이현, 남쪽으로는 엠부현과 접한다.

## 같이 보기
- 이시올로현
- 메루현
- 엠부현
- 키투이현